# Вайшно-деви
Вайшно Деви Мандир (Вайшно-деви) — пещерный храм, находящийся в 60 км от Джамму — зимней столицы союзной территории Джамму и Кашмир и в 12 км от городка Катры.
Он является одним из священных индуистских храмов, посвященных Шакти, Божественному женскому началу.Храм Вайшно Деви Мандир расположен в пещере на севере Индии. Пещера расположена на холме Вайшно Деви, на высоте 1700 м. Её глубина — 30 м, а высота — 1,5 м.
В пещере можно увидеть три Божества: Маха Кали, Маха Лакшми и Маха Сарасвати. Это три проявления Богини Матери.
Десятки тысяч паломников со всей Индии приходят к храму Вайшно Деви в период празднования Наваратри. Число паломников посещающих храм каждый год увеличивается: с 1,4 миллиона в 1986 году до 8,2 миллиона в 2009 году.

## Дорога к храму
К храму ведут горные тропы из городка Катра, где перед путешествием надо зарегистрироваться (платно). Длина тропы 13,5 км. Для удобного путешествия имеются рикши и вертолёт.
Городок является турбазой, имеются гостиницы, рестораны, пункты быстрого питания.
Пещера открыта для посещения круглый год, но зимой до неё сложно добраться из-за снежных заносов.